# Ubuntu One
Ubuntu One va ser un servei d'allotjament de fitxers del grup Canonical per als usuaris d'Ubuntu Linux, dissenyat per a compartir arxius i per a la sincronització entre sistemes. Amb Ubuntu One, els usuaris podien emmagatzemar, transferir i sincronitzar arxius des de diferents ordinadors amb Ubuntu. El juliol de 2014 Canonical va tancar el servei d'allotjament de fitxers.

## Característiques
Ubuntu One tenia una aplicació client que només funciona en Ubuntu 9.04 i versions posteriors fins Ubuntu 13.04. Un client en versió beta, en fase de proves, va existir per Microsoft Windows però no per clients Mac OS X. El compte Ubuntu One gratuït oferia 5 GB d'emmagatzematge. Els usuaris podien actualitzar a 20 GB mitjançant el pagament d'una quota mensual de 2,99 dòlars americans, o bé, 29,99 dòlars anuals.
Ubuntu One era similar a serveis com iDisk, Dropbox, Box.net, Mozy, Wuala, Humyo i Live Mesh, amb codi de client implementat en Python trenat per a la seva xarxa de baix nivell i Buffers Protocol per a la descripció del protocol.
El que diferenciava Ubuntu One dels proveïdors de serveis similars són característiques addicionals com la integració amb altres serveis. Exemples d'aquestes característiques són la integració amb els contactes de l'Evolution i les notes de Tomboy gràcies a l'accés a la instància local CouchDB. Altres possibilitats incloien la capacitat d'editar els contactes i les notes Tomboy en línia a través de la interfície web d'Ubuntu ONE, la sincronització de contactes amb els dispositius mòbils (en associació amb Funambol), la compra de música lliure de DRM i sincronitzar de forma automàtica el compte Ubuntu One a través de la botiga d'Ubuntu One Música (en col·laboració amb 7digital). Es van planejar més característiques planejades com permetre als usuaris compartir arxius a través de la xarxa local (en comptes de fer servir l'Ubuntu One Cloud), o la sincronització de favorits de Firefox amb Ubuntu One.

## Ubuntu One pàgina de música
L'Ubuntu One es trobava vinculat a la botiga d'Ubuntu One Music per a la compra de música. Els comptes Ubuntu One eren gratuïts i comptaven amb 2 GB d'emmagatzematge a la seva pàgina personal. Les cançons comprades es transferien automàticament a l'emmagatzematge al núvol, sincronitzat amb tots els equips, i s'afegien al Rhythmbox. Els clients trobaven una biblioteca amb les compres de la botiga d'Ubuntu One Music i es podia buscar la música des de la pàgina personal d'emmagatzematge a través d'un navegador web, igual que tots els seus altres arxius.
La integració d'Ubuntu One Music Store amb Ubuntu donava als consumidors One l'opció de còpia de seguretat en línia, així com la comoditat d'auto-sincronització.
La sincronització d'Ubuntu One no era compatible amb els usuaris que es connectaven a Internet a través d'un servidor proxy, que havien de descarregar les seves compres al lloc web d'Ubuntu One i afegir manualment les cançons a la seva col·lecció Rhythmbox.